# American Civil Liberties Union
Die American Civil Liberties Union (kurz ACLU, englisch „Amerikanische Bürgerrechtsunion“) ist eine US-amerikanische Nichtregierungsorganisation mit Sitz in New York City, die seit 1920 besteht. Sie setzt sich für Bürgerrechte und generell für Anliegen des Liberalismus ein.
Sie setzt sich ein für die Gewährleistung der Meinungsfreiheit (siehe First Amendment der US-Verfassung), für das individuelle Recht auf Schutz der Privatsphäre, ein Recht auf Abtreibung, für die Gleichberechtigung von Homosexuellen, gegen die Todesstrafe und Polizeibrutalität und auch oft für die Trennung von Kirche und Staat. Die Organisation hat nach eigenen Angaben auf ihrer Homepage (Stand November 2018) über 1.750.000 Mitglieder und Unterstützer und betreut jährlich etwa 2.000 Verfahren vor Gericht.

## Geschichte
Die ACLU wurde im Jahr 1920 als Reaktion auf die Folgen der so genannten Red Scare, also der Angst vor Kommunisten, die in den Palmer Raids mündete, gegründet. Prominente Mitglieder der Frühzeit waren Jane Addams, John Dewey, der Richter am Supreme Court Felix Frankfurter oder der Anführer der Sozialistischen Partei, Norman Mattoon Thomas. Von Beginn an infiltrierte und observierte das damalige Bureau of Investigation den Verband.
Die ACLU setzte sich mehrmals gegen die Verbannung der Evolutionstheorie aus dem US-amerikanischen Schulunterricht ein. Im Jahr 1925 suchte die ACLU einen Lehrer, der das Verbot durch einen gezielten Verstoß gegen das Gesetz auf den Prüfstand bringen wollte. Lokale Geschäftsleute wollten Publizität für ihre Kleinstadt erreichen und konnten den Lehrer John T. Scopes vom ACLU-Vorhaben überzeugen. In erster Instanz wurde er trotz der Unterstützung des bekannten Anwalts Clarence Darrow zu einer Geldstrafe verurteilt. Die Zweitinstanz, der Tennessee Supreme Court, hob das Urteil wegen eines Verfahrensfehlers der Erstinstanz auf: nur die Jury, nicht der Richter, kann Geldstrafen verhängen. Es kam dann zu keinem neuen Verfahren mehr, und eine Strafe wurde nie vollstreckt.
Trotzdem wurde der erste Prozess zum ersten Anlass der Massenmedien – Dutzende von Radiostationen brachten Live-Übertragungen – und durch die Kreuzverhöre wurde das Verbot der Evolutionstheorie der Lächerlichkeit preisgegeben (siehe Scopes-Prozess).
Der Fall hat das Thema eines Hollywood-Films abgegeben (Wer den Wind sät, Jahr 1960, unter anderem mit Spencer Tracy und Fredric March).
Nach den japanischen Angriffen auf Pearl Harbor im Jahr 1941 setzte sich die ACLU vehement gegen die Internierung von Amerikanern japanischer Abstammung ein.
Im Jahr 1954 spielte die ACLU eine wichtige Rolle im Prozess Brown v. Board of Education of Topeka, der zum Verbot der Rassentrennung in den amerikanischen Schulen führte.
Im Jahr 1973 war die ACLU die erste große politische Organisation, die aufgrund des Watergate-Skandals die Absetzung von US-Präsident Richard Nixon forderte.
Im selben Jahr beteiligte sich die Organisation am Prozess Roe v. Wade, der die Rechte amerikanischer Frauen bei der Abtreibung stärkte. Der amerikanische Supreme Court entschied, dass die Gesetzgebung über die Abtreibung ein unzulässiger Eingriff in die Privatsphäre der Frau sei.
Im Jahr 1977 verklagte die ACLU die Stadtverwaltung von Skokie, Illinois, um Neonazis Paraden und Demonstrationen zu ermöglichen – Skokie hat einen großen jüdischen Bevölkerungsanteil. Ein Bundesgericht wies sodann die Stadt an, das Demonstrationsverbot aufzuheben, und dieser Entscheid wurde dann vom amerikanischen Supreme Court gebilligt. Das Eingreifen der ACLU in diesem Fall führte dazu, dass rund 15 Prozent aller Mitglieder die ACLU verließen; in Illinois trat sogar jeder Fünfte aus. Der Bundesrichter Bernard M. Decker beschrieb das Prinzip, das die ACLU verfolgte, folgendermaßen:

„Es ist besser, denen, die Rassenhass predigen, zu erlauben, ihr rhetorisches Gift zu speien, als in panischer und gefährlicher Weise die Regierung entscheiden zu lassen, was die Bürger sehen und hören dürfen … Die Fähigkeit der amerikanischen Gesellschaft, die Verteidigung einer hasserfüllten Doktrin zu tolerieren, ist der beste Schutz, den wir gegen die Errichtung eines Nazi-ähnlichen Regimes haben.“

Seit den Terroranschlägen am 11. September 2001 setzt sich die ACLU gegen eine zu starke Ausweitung der Polizei- und Geheimdienstbefugnisse ein, die insbesondere durch den USA PATRIOT Act eingerichtet wurden. Die ACLU hat gegen die NSA geklagt und wurde von Richterin Anna Diggs Taylor bestätigt, die die Abhörmaßnahmen der Bush-Regierung für illegal erklärte. 2009 führte eine Klage der ACLU zu der Veröffentlichung eines geheimgehaltenen CIA-Berichts, der die Folterpraktiken des Nachrichtendienstes an 28 terrorverdächtigen Personen dokumentiert.
2017 wandte sich die ACLU gegen die in immer mehr Staaten obligatorische Erklärungspflicht für Bewerber für staatliche Aufträge, nicht an Boykotten gegen Israel teilzunehmen bzw. Mitglied der BDS-Bewegung zu sein. Obwohl die Organisation selbst nicht Befürworter dieser Aktionen ist, ist sie der Ansicht, dass solcher Zwang gegen die Verfassung sei und mit den Antikommunismus-Gesetzen der McCarthy-Ära vergleichbar. Boykotts haben nämlich in den USA lange Tradition und einiges bewirkt – von der Boston Tea Party, über den Busboykott von Montgomery bis zum Südafrika-Boykott. Darum sei man gegen die speziellen Regelungen betreffend Israel-Boykott. Am 11. Oktober verklagte ACLU den Staat Kansas im Namen einer Mathematikprofessorin, Mitglied der Mennoniten, die an einem Bildungsprojekt des Staates mitarbeiten wollte, aber die Erklärung nicht unterzeichnen konnte, weil sie Produkte aus den israelischen Siedlungen boykottiert.

## Finanzierung
Die ACLU und die an die ACLU angeschlossene, von den Steuern befreite Stiftung erhalten substanzielle, jährliche Spenden von diversen Stiftungen. Großspender sind u. a. die Stiftungen von Ford, Rockefeller und Carnegie.
Im Oktober 2004 verzichtete die ACLU auf Spenden in Höhe von 1,15 Millionen US-Dollar von der Rockefeller- sowie der Ford-Stiftung, weil diese in einer Zuwendungsvereinbarung eine Klausel aufgenommen hatten, dass mit dem Geld weder „Terrorismus noch andere unakzeptable Aktivitäten“ unterstützt werden dürften. Die ACLU lehnte die Klausel mit der Begründung ab, dass eine solch vage Formulierung in einem „Klima der Angst und Einschüchterung“ bürgerliche Freiheiten gefährde.
Die ACLU wies auch eine halbe Million US-Dollar von der Regierung der Vereinigten Staaten zurück, weil sie sich weigerte, zu überprüfen, ob ACLU-Mitarbeiter auf der Terrorismus-Beobachtungsliste eingetragen waren.
Anfang Dezember 2024 forderte Elon Musk, der zusammen mit Vivek Ramaswamy ab Januar 2025 das Department of Government Efficiency (DOGE) leiten soll, auf seinem sozialen Netzwerk X, dass ACLU keine staatlichen finanziellen Mittel mehr erhalten soll (wörtlich: Defund the ACLU). Tatsächlich erhält die ACLU keinerlei staatlichen Gelder. Sie wird ausschließlich durch private Spenden finanziert.